# Prijepolje
Prijepolje (serbisch-kyrillisch Пријепоље) ist eine Gemeinde und Stadt im Okrug Zlatibor in der südwestlichen Gebirgsregion Serbiens, die auch Sandžak genannt wird. Die Stadt Prijepolje liegt im Tal des Flusses Lim auf einer Meereshöhe von etwa 450 m, umgeben vom Zlatar- und Jadovnik-Gebirge. Unweit vom Stadtzentrum, in der Schlucht des Flusses Mileševa, befinden sich das gleichnamige Kloster Mileševa und die Burgruine Hisardžik aus dem Mittelalter.

## Bevölkerung

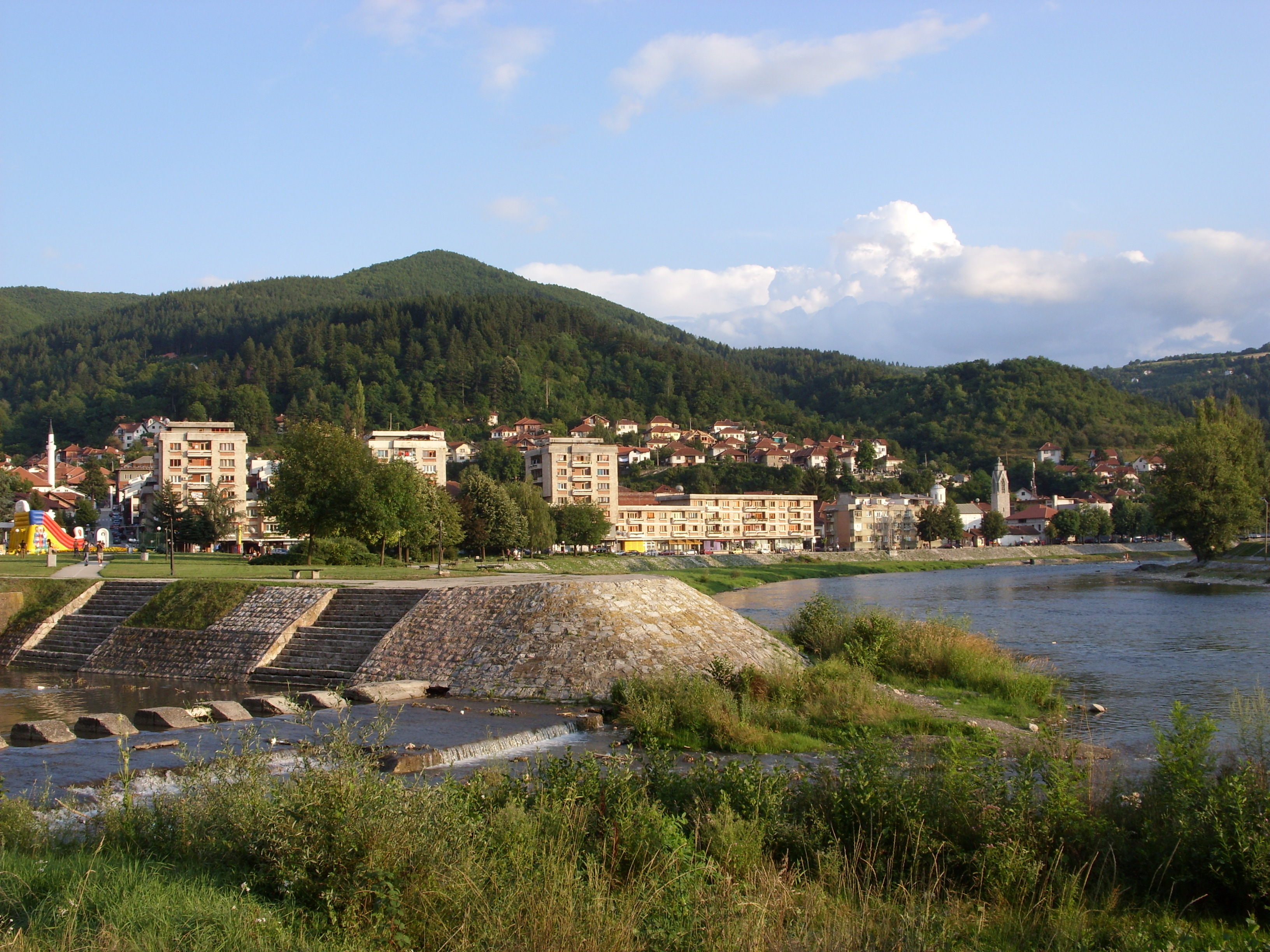
Der Lim in der Innenstadt von Prijepolje

Laut der Volkszählung von 2022 hatte die Gemeinde 32.214 Einwohner, die Stadt selbst 11.928 Einwohner. Im Vergleich mit der vorherigen Volkszählung von 2011 hat die Gemeinde damit 4.845 Einwohner verloren.
Mit etwa 46,4 % stellten die Serben die Bevölkerungsmehrheit in der Gemeinde, gefolgt von den Bosniaken mit knapp 40 % und den ethnischen Muslimen mit 6,04 %.

## Söhne und Töchter der Stadt
- Sarı Süleyman Pascha (gest. 1687), osmanischer Großwesir
- Zvonimir Červenko (1926–2001), kroatischer General
- Sefer Halilovic (* 1952), bosnischer General
- Vlade Divac (* 1968), Basketballspieler
- Aco Pejović (* 1972), Sänger
- Ermin Melunović (* 1973), Fußballspieler
- Ivica Dragutinović (* 1975), Fußballspieler
- Dženan Lončarević (* 1975), Pop-Sänger
- Aleksandar Svitlica (* 1982), Handballspieler
- Sead Zilić (* 1982), bosnisch-herzegowinischer Fußballspieler
- Fahrudin Melić (* 1984), montenegrinischer Handballspieler
- Zlatan Alomerović (* 1991), deutsch-serbischer Fußballspieler
- Miljan Pušica (* 1991), Handballspieler
- Armin Sinančević (* 1996), Kugelstoßer